# بالتاساوند
بالتاساوند (به انگلیسی: Baltasound) یک روستا در بریتانیا است که در شتلند واقع شده است.